# Portland, New South Wales
Portland är en ort i Australien. Den ligger i kommunen Lithgow och delstaten New South Wales, i den sydöstra delen av landet, omkring 130 kilometer nordväst om delstatshuvudstaden Sydney. Antalet invånare är 2 798.
Närmaste större samhälle är Lithgow, omkring 20 kilometer sydost om Portland. 
I omgivningarna runt Portland växer huvudsakligen savannskog. Runt Portland är det mycket glesbefolkat, med 6 invånare per kvadratkilometer. Genomsnittlig årsnederbörd är 1 098 millimeter. Den regnigaste månaden är februari, med i genomsnitt 212 mm nederbörd, och den torraste är juli, med 27 mm nederbörd.